# Dionysius Exiguus

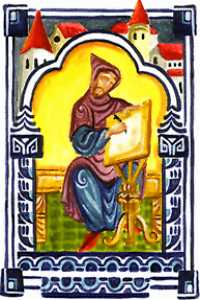
Dionysius Exiguus.

Điônixiô Exiguus (Dennis nhỏ, Dennis lùn, Dennis bé hay Dennis ngắn, có nghĩa là khiêm tốn) (khoảng năm 470 - khoảng năm 544) là một tu sĩ thế kỷ thứ 6 sinh ra ở Tiểu Scythia (có thể ngày nay là Dobruja, ở Romania và Bulgaria). Ông là một thành viên của cộng đồng tu sĩ Scythia tập trung ở Tomis, thành phố lớn của Tiểu Scythia. Dionysius được biết đến nhiều nhất là "nhà phát minh" của Công Nguyên, được sử dụng để đánh số các năm của cả lịch Gregorius và lịch Julius.
Từ khoảng năm 500 ông sống ở Roma, nơi ông là một thành viên học thuật của Giáo Triều Rôma, ông đã dịch từ tiếng Hy Lạp sang tiếng Latinh 401 giáo luật giáo hội, bao gồm các giáo luật và các sắc lệnh của Hội đồng Nicaea, Constantinople, Chalcedon và Sardis, và cũng một bộ sưu tập của giáo lịnh tập của các giáo hoàng từ Siricius để Anastasius II. Những bộ sưu tập có uy tín lớn ở phương Tây và vẫn hướng các giáo chức. Điônixiô cũng đã viết một luận thuyết về toán học tiểu học.